# Nameless (película de 1923)
Nameless (en alemán: Namenlos) es una película dramática muda austriaca de 1923 dirigida por Michael Curtiz y protagonizada por Victor Varconi y Mary Kid. Los decorados de la película fueron diseñados por los directores artísticos Artur Berger y Julius von Borsody.

## Elenco
- Victor Varconi como Jean Moeller
- Mary Kid como Dorothy Holston
- Paul Gardner como Paul Holston
- Hans Lackner como Prof. Dra. Peterson
- María Raffe como Frau Holston
- Karl Farkas
- Arthur Gottlein